# Порангаба
Порангаба (порт. Porangaba)  —  муниципалитет в Бразилии, входит в штат Сан-Паулу. Составная часть мезорегиона Итапетининга. Входит в экономико-статистический  микрорегион Татуи. Население составляет 7426 человек на 2006 год. Занимает площадь 266,565 км². Плотность населения — 27,9 чел./км².

## История
Город основан 24 сентября 1860 года.

## Статистика
- Валовой внутренний продукт на 2003 составляет 42.213.094,00 реалов (данные: Бразильский институт географии и статистики).
- Валовой внутренний продукт на душу населения на 2003 составляет 5.969,89 реалов (данные: Бразильский институт географии и статистики).
- Индекс развития человеческого потенциала на 2000 составляет 0,768 (данные: Программа развития ООН).